# Franz Richter (Fußballspieler)
Franz Richter (* 1. April 1928; † 16. Oktober 2019) war ein deutscher Fußballspieler, der in den 1950er Jahren in der DDR-Oberliga, der höchsten Spielklasse im DDR-Fußball, aktiv war.

## Sportliche Laufbahn
Im Alter von 22 Jahren bestritt Franz Richter am 29. Oktober 1950 für die Betriebssportgemeinschaft (BSG) Rotation Dresden sein erstes Spiel in der DDR-Oberliga. In der Begegnung BSG Lokomotive Stendal – BSG Rotation wurde er von Trainer Kurt Böhme als Mittelstürmer anstelle des bisherigen etatmäßigen 37-jährigen Stürmer Kurt Forke aufgeboten. Als zentraler Stürmer absolvierte Richter auch über die Winterpause hinweg die folgenden acht Oberligaspiele. Danach aber kam er nicht mehr zum Einsatz. Von der Saison 1951/52 spielte Richter für den Oberliganeuling SV Vorwärts Leipzig. Für die Mannschaft des DDR-Innenministeriums bestritt Richter von den ersten elf Punktspielen zehn Partien, in denen er hauptsächlich im Mittelfeld eingesetzt. Danach wurde er erst in den letzten sieben Oberligabegegnungen sowohl in der Abwehr als auch wieder im Mittelfeld aufgeboten. 1952/53 spielte Richter nur in der Hinrunde für Vorwärts. Nach drei Spielen als Mittelfeldakteur zu Saisonbeginn kam er vom achten bis elften Spieltag noch einmal als halblinker Stürmer in die Mannschaft. Am zehnten Spieltag schoss er in der Begegnung Vorwärts Leipzig – Aktivist Brieske-Ost sein einziges Punktspieltor für die Leipziger. Zur Rückrunde wurde die Mannschaft mit mehreren neuen Spielern völlig umgebaut, und Richter wurde nicht mehr berücksichtigt. Noch während der laufenden Saison wurde die Mannschaft nach Ost-Berlin umgesiedelt und stieg am Saisonende ab. In der DDR-Liga-Saison 1953/54 bestritt Richter lediglich ein Punktspiel für Vorwärts Berlin, mit dem er nur minimal zum Wiederaufstieg beitrug. Zur Saison 1954/55 kehrte Richter nach Leipzig zurück, wo er sich dem Oberligisten  BSG Einheit Ost anschloss. Er kam erst nach zehn Spieltagen zu seinem ersten Einsatz. Unmittelbar danach wurde die Fußballsektion der BSG vom neu gegründeten SC Rotation Leipzig übernommen, mit ihr auch Franz Richter. Bis zum Saisonende kam dieser in insgesamt neun Oberligaspielen zum Einsatz. In seinem vorletzten Spiel schoss er beim 1:1 in der Begegnung Chemie Karl-Marx-Stadt – SC Rotation das zweite und letzte Tor seiner Oberligakarriere. Anschließend verabschiedete sich Franz Richter im Alter von 27 Jahren vom höherklassigen Fußball.